# Lieke Martens
Lieke Elisabeth Petronella Martens mais conhecida apenas como Lieke Martens (Bergen, 16 de dezembro de 1992) é uma futebolista holandesa que joga no Paris Saint Germain e na Seleção Holandesa de Futebol Feminino. Ela joga como ponta-esquerda e meia-atacante. Em outubro de 2017 recebeu o prêmio de Melhor Jogadora do Mundo pela FIFA.

## Carreira

### Seleção
Fez sua estreia na Seleção Neerlandesa em 2011, a partida foi contra a China terminou num empate de 1–1. Em 2017 foi a protagonista da conquista da Eurocopa Feminina, ocorrida nos Países Baixos. Martens ajudou seu país marcando três gols na competição ajudando a Seleção Neerlandesa Feminina a ser campeã do maior título de sua história até aquele momento.

## Títulos

### Clubes

#### Standard Liège
- BeNe Super Cup: 2011

#### FC Rosengård
- Svenska Cupen (Feminino): 2015-16
- Svenska Supercupen (Feminino): 2016

### Seleção
- Campeonato Europeu de Futebol Feminino: 2017[3]

### Individual
- Melhor Jogadora da Eurocopa da UEFA: 2017
- Jogadora de futebol europeu do ano da UEFA: 2017
- Melhor Jogadora de Futebol Feminino da FIFA: 2017